# КК Јешилгиресун
КК Јешилгиресун (тур. Yeşilgiresun Belediyespor) је турски кошаркашки клуб из Гиресуна. У сезони 2017/18. такмичи се у Првој лиги Турске.

## Историја
Клуб је основан 2006. године. Од сезоне 2015/16. такмичи се у Првој лиги Турске. У сезони 2016/17. стигао је до четвртфинала Купа Турске.

## Учинак у претходним сезонама
| Сез.     | Првенство Турске | Куп Турске   | Европско такмичење |
| -------- | ---------------- | ------------ | ------------------ |
| 2015/16. | 12. место        | -            | -                  |
| 2016/17. | 11. место        | Четвртфинале | -                  |
| 2017/18. | 15. место        | -            | -                  |

## Познатији играчи
- Малком Армстед
- Дарел Вилијамс
- Томислав Габрић
- Ђорђе Гагић
- Тадија Драгићевић
- Иван Маринковић
- Патрик Милер
- Мајк Тејлор
- Јунус Чанкаја
- Душан Чантекин

## Познатији тренери
- Александар Трифуновић
- Михаило Увалин